# Кафе Жербо
47°29′49″ пн. ш. 19°03′01″ сх. д. / 47.4969481° пн. ш. 19.0502242° сх. д.
Кафе́ Жербо́ (угор. Gerbeaud-ház, фр. Café Gerbeaud) — знамените кафе в Будапешті, одна з найбільших і найвідоміших кав'ярень Європи. Стуко, розкішні люстри, облицювання стін з цінних порід дерева і меблі зберегли в кафе стиль і дух епохи ґрюндерства.

## Історія
Історія кафе почалася в 1858 році завдяки Хенріку Куглеру, представнику третього покоління династії кондитерів. Свої знання і досвід він отримав, навчаючись і працюючи в одинадцяти найбільших містах Європи, у тому числі в Парижі. Повернувшись у Будапешт, він відкрив на площі Йожефа Надора власну кондитерську, яка швидко однією з найкращих в Пешті. Тут на відміну від інших кондитерських подавали чай по-китайськи і по-російськи, а морозиво у Куглера вважалося найкращим у Пешті.
У 1870 році кондитерська Куглера переміщається ближче до центру, на площу Верешмарті. Особливою популярністю у клієнтів Куглера користувалися кава, лікери і карамель. Кондитерська також славилася своїми «тортами Куглера», які тут вперше пропонувалися навинос упакованими на картонних підносах. Серед відомих відвідувачів кондитерської числяться Ференц Деак і Ференц Ліст.
У 1882 році під час однієї з поїздок до Парижа Хенрік Куглер познайомився з Емілем Жербо і відразу оцінив його талант. У 1884 році Куглер запросив Жербо приїхати в Будапешт і стати його діловим партнером. Пізніше Жербо поступово викупив у Куглера його кондитерську, зберігши оригінальну назву. Еміль Жербо, також родом із сім'ї кондитерів, народився в Женеві і навчався кондитерській справі в Німеччині, Франції та Англії.
З появою Жербо в кондитерській відбулися серйозні зміни. Він значно розширив меню, в якому з'явилися небачені раніше продукти: вершковий крем, паризький крем, сотні сортів печива до чаю, солодощі, карамель з вишневою наливкою. Для обслуговування своїх клієнтів Жербо найняв велику кількість співробітників: до кінця 1899 року у Жербо працювало близько 150 осіб, більшість з яких спеціально приїхали в Будапешт, щоб пройти навчання у Жербо. Кондитерська Жербо не претендувала на елітарність. Ціни Жербо знизив до такого рівня, що заходити до нього міг і простий люд. Кав'ярня стала улюбленим місцем зустрічі городян. Завдяки своїй комерційній жилці Жербо поступово оснастив свою пекарню і кондитерський цех, які розташовані під кондитерською в триповерхових катакомбах, найсучаснішим обладнанням. Так ім'я Жербо незабаром стало синонімом якості та пекарського мистецтва. Ідучи назустріч побажанням старої клієнтури, що полюбила торти Куглера в паперових коробках, Жербо зберіг цю традицію і став виробляти їх самостійно.
Жербо заслужив і міжнародне визнання і отримав велику кількість національних та міжнародних премій. Жербо запрошували на Всесвітню виставку в Брюссель в 1897 році і в Парижі в 1900 році, де йому був вручений орден Почесного легіону.
Після смерті Хенріка Куглера в 1908 році Жербо заснував акціонерне товариство Kuglers Nachfolger Gerbeaud AG. Жербо приділяв велику роль сучасній організації праці, починаючи з 1909 року разом з возами, запряженими кіньми, у парку підприємства Жербо з'являються автомобілі.
Для оформлення інтер'єрів кондитерської використовувалися переважно мармур, цінні породи дерева і бронза. Стуко на стелі виконано в стилі рококо, люстри в стилі імператриці Марії Терезії. Зал, прикрашений парчевими килимами, поділяли на невеликі приміщення важкі оксамитові портьєри. Гостям пропонувалося розташуватися за французькими столиками, а також столиками в стилі сецесіону, які Жербо привіз зі Всесвітньої виставки в Парижі.
Еміль Жербо помер 8 листопада 1919 року і заповів свою справу дружині Естер, яка керувала ним до 1940 року.

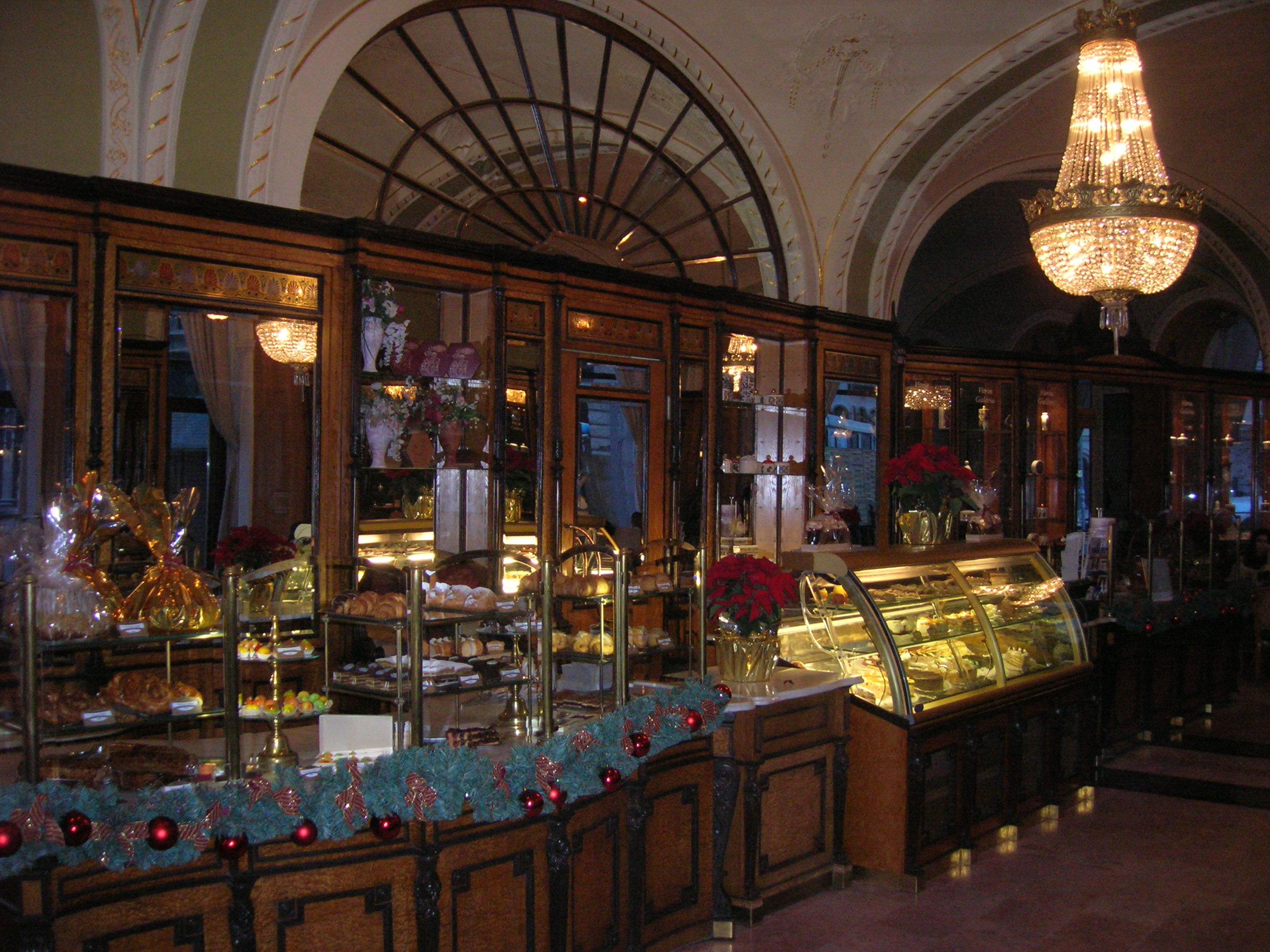
Інтер'єр кафе «Жербо»

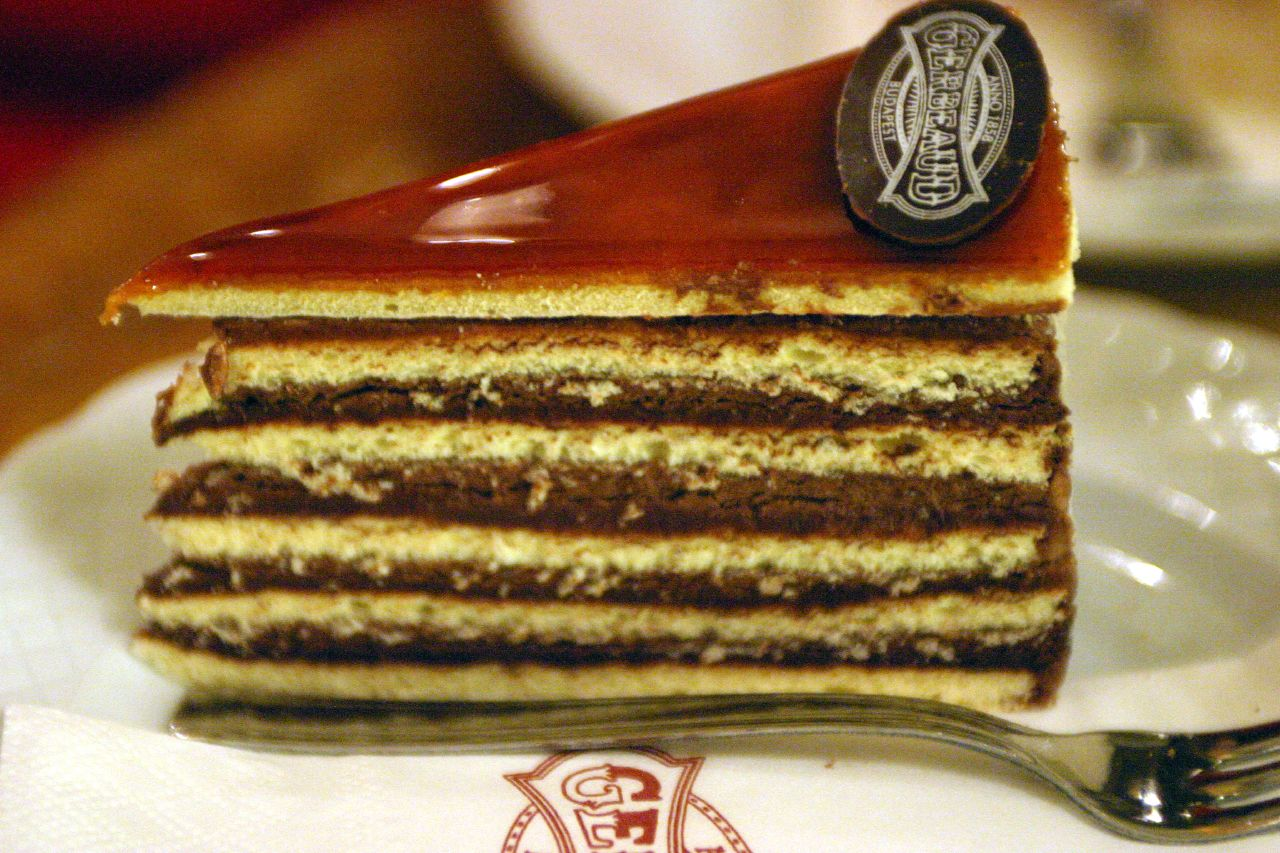
Торт «Добош» в кафе «Жербо»

На честь Еміля Жербо був названий торт.
Назва «Жербо» збереглося за кондитерською до сьогоднішнього дня. Після Другої світової війни кондитерська була націоналізована і в період з 1950 року по березень 1984 року носила назву «Верешмарті». Ціни в ній поступово зросли так, що клієнтами стали майже виключно туристи із Заходу. У 1995 році кондитерська «Жербо» була викуплена німецьким підприємцем Ервіном Францем Мюллером. Кондитерська була відремонтована і повернула собі історичний вигляд.